# El Nanchal, Guerrero
El Nanchal är en ort i Mexiko.   Den ligger i kommunen Atoyac de Álvarez och delstaten Guerrero, i den södra delen av landet, 280 km sydväst om huvudstaden Mexico City. El Nanchal ligger 343 meter över havet och antalet invånare är 133.
Terrängen runt El Nanchal är kuperad åt nordost, men åt sydväst är den platt. Runt El Nanchal är det ganska glesbefolkat, med 50 invånare per kvadratkilometer. Närmaste större samhälle är Atoyac de Álvarez, 3,8 km väster om El Nanchal. Omgivningarna runt El Nanchal är en mosaik av jordbruksmark och naturlig växtlighet.